# Ira (romanzo)
Ira (titolo originale Hela havet stormar) è un romanzo giallo dello scrittore svedese Arne Dahl (pseudonimo di Jan Lennart Arnald) pubblicato in Svezia nel 2012.
È il secondo libro della serie Op-Cop, in cui ritroviamo il poliziotto Paul Hjelm, già protagonista della precedente serie del Gruppo A.

## Trama
Il gruppo Op-Cop guidato da Paul Hjelm, corpo di polizia segreto dell'Europol, si ritrova a lavorare su tre casi contemporaneamente: il primo vede un rinomato chirurgo plastico trovato impiccato nella sua villa di Charleroi, il secondo l'omicidio di un noto trafficante d'armi albanese in un bar di Stoccolma, ucciso con un colpo di pistola a bruciapelo e il terzo il ritrovamento del cadavedere di un politico Ceco sull'isola di Capraia, orrendamente mutilato. Gli indizi sembrano portare ad un collegamento tra i tre avvenimenti, il gruppo si ritrova così coinvolto a riannodare i fili di un caso che partendo da un presunto serial killer, arriverà a svelare un tremendo segreto.

## Storia editoriale
La prima traduzione in italiano del romanzo, a cura di Carmen Giorgetti Cima, è stata pubblicata nell'anno 2015 da Marsilio, ristampata lo stesso anno da RCS MediaGroup nella collana Itinerari, come allegato al Corriere della Sera.

## Edizioni italiane
- Arne Dahl, Ira, traduzione di Carmen Giorgetti Cima, Venezia, Marsilio, 2015, ISBN 978-88-317-2088-5.